# Nadir El Fassi
Nadir El Fassi (Francia, 23 de septiembre de 1983) es un atleta francés especializado en la prueba de heptatlón, en la que consiguió ser subcampeón europeo en pista cubierta en 2011.

## Carrera deportiva
En el Campeonato Europeo de Atletismo en Pista Cubierta de 2011 ganó la medalla de plata en la competición de heptatlón, logrando un total de 6237 puntos que fue su mejor marca personal, tras el bielorruso Andrei Krauchanka (oro con 6282 puntos) y por delante del checo Roman Šebrle.